# Casa Josep Gros
La casa Josep Gros és un conjunt arquitectònic situat als carrers de Sant Pere Més Baix i de les Freixures de Barcelona, catalogat com a bé cultural d'interès local.

## Història

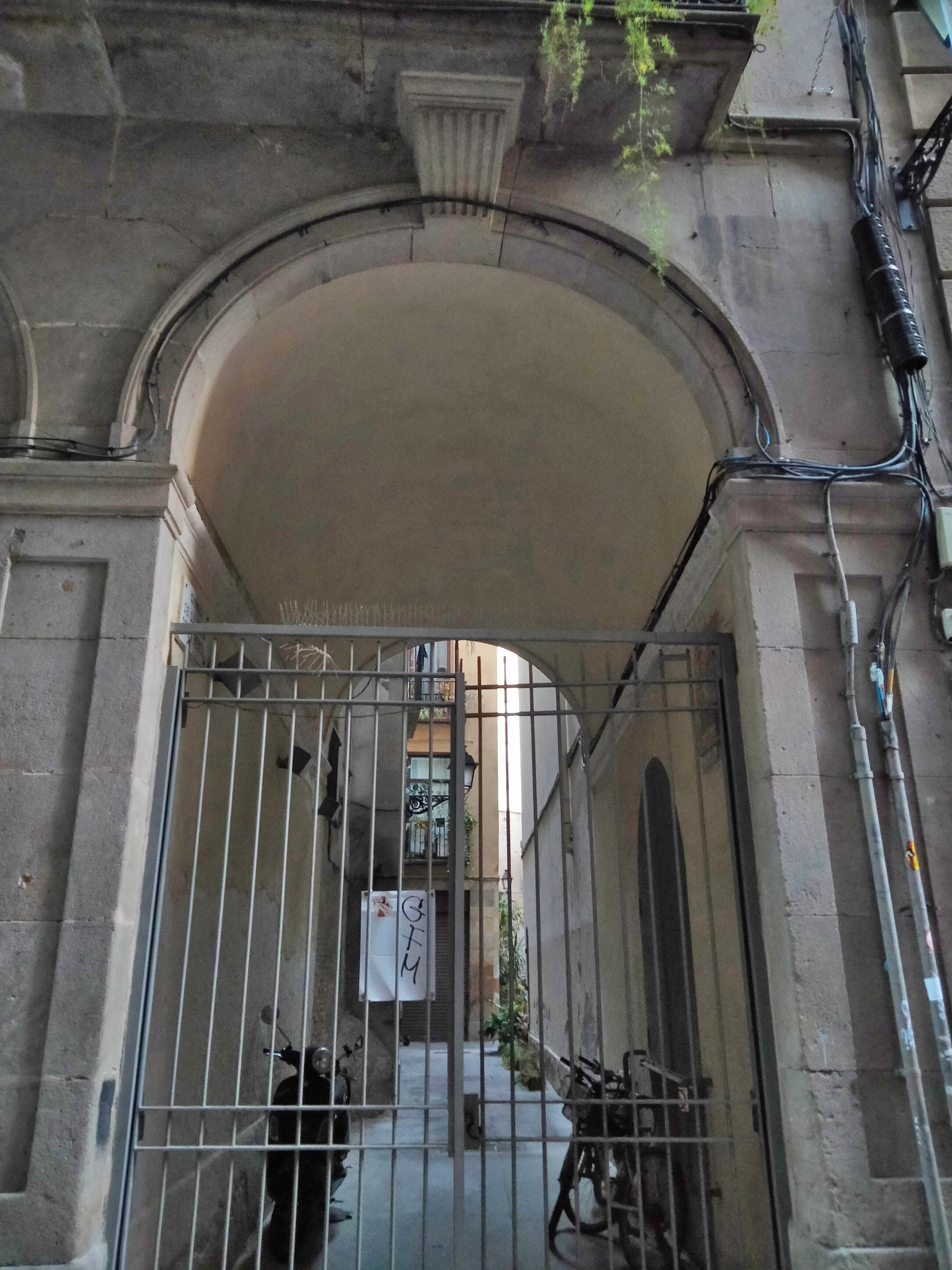
Volta de la Perdiu

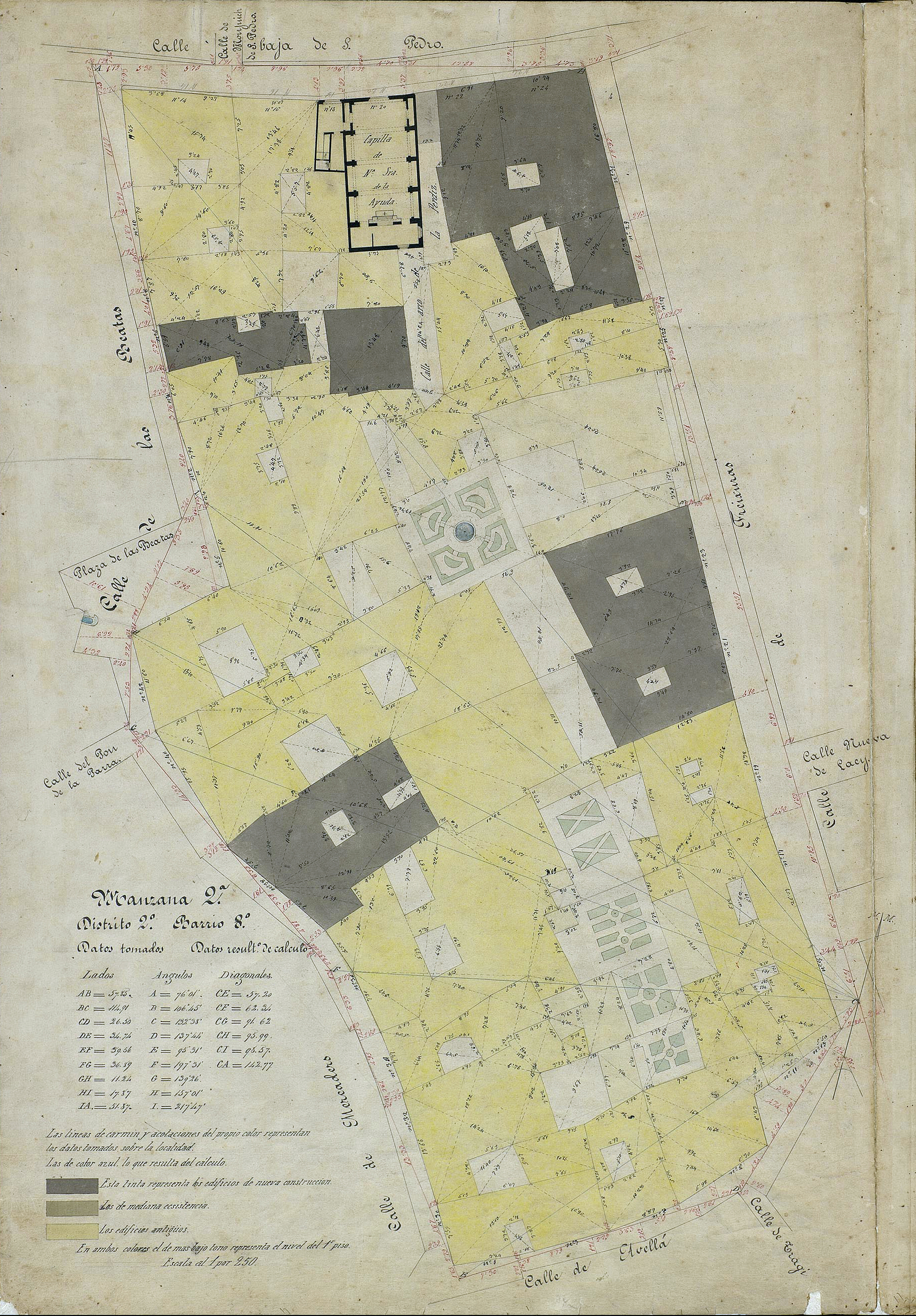
Quarteró núm. 29a de Garriga i Roca (c. 1860)

El 1854, el fabricant de Manresa Josep Gros i Jordana (†1877) va adquirir en emfiteusi a Pau Bertran i Ros la casa cantonera dels carrers de Sant Pere Més Baix i de les Freixures, així com dues finques més al carrer de la Volta de la Perdiu (antigament d'en Ripoll) a Josep i Genís Molist, i tot seguit, va demanar permís per a reedificar-les, segons el projecte de l'arquitecte Josep Ràfuls. El 1859 va presentar el projecte de reedificació de l'edifici sobre la Volta de la Perdiu, aquest cop signat per l'arquitecte Francesc Vila.

## Descripció
Es tracta d'un conjunt de dos edificis d'habitatges «siamesos» de planta baixa, entresol i quatre pisos, que inclou la Volta de la Perdiu, una volta de canó que obre pas al carrer al qual dona nom. Els baixos són una porxada d'arcs de mig punt que ocupen també l'entresol, amb petits balcons. De la clau d'aquests arcs neix una mènsula estriada sobre la qual reposen els balcons de llosana de pedra i barana de ferro del primer pis. Els balcons són de volada decreixent en funció de l'altura de les plantes i l'edifici es clou amb una cornisa.